# Дерягин, Виктор Яковлевич
Ви́ктор Я́ковлевич Деря́гин (6 марта 1937, Новосибирск — 28 июня 1994, Москва) — советский и российский филолог, специалист в области диалектологии. Доктор филологических наук, профессор. Академик Международной славянской академии.

## Биография
Родился в 1937 году в Новосибирске. Отец, Яков Григорьевич, был доцентом кафедры политэкономии Новосибирского электротехнического института, мать, Елизавета Ивановна, заведовала научно-технической библиотекой Томской железной дороги.
В 1961 году окончил филологический факультет МГУ. Занимаясь исследованиями в Архангельском областном архиве, обнаружил ряд документов, отражающих специфику ведения делопроизводства Древней Руси. В 1966 году защитил кандидатскую диссертацию «О развитии диалектов Архангельской области по данным истории и географии слов» (первый оппонент Н. И. Толстой), в 1981 году — докторскую диссертацию «Русская деловая речь на Севере в XV—XVII вв.» (первый оппонент В. П. Вомперский; отзывы дали также историки П. А. Колесников и Л. Н. Пушкарёв).
Был одним из составителей полного собрания литературных сочинений Владимира Даля, которое не переиздавалось с 1887 года. В 1988 году возглавил отдел рукописей государственной библиотеки имени В. И. Ленина (ныне Российская государственная библиотека) и оставался на этой должности до конца жизни.
Дерягин приложил значительные усилия, чтобы сохранить в национальном достоянии РФ собрание древних хасидских рукописей, так называемую «библиотеку Шнеерсона». В начале 1990-х годов любавичский наследник Менахем Шнеерсон потребовал вернуть коллекцию. Возле Государственной библиотеки СССР им. Ленина проходили пикеты хасидов, которые даже предприняли попытку штурма книгохранилища. 8 октября 1991 года Высший арбитражный суд РСФСР признал требования хасидов обоснованными и обязал библиотеку им. Ленина вернуть коллекцию. Однако руководство библиотеки решение суда не выполнило, мотивируя тем, что её архивы являются национальным достоянием советского народа. Спустя месяц Высший арбитражный суд РСФСР постановил начать передачу коллекции Шнеерсона в фонды специально создававшейся Еврейской национальной библиотеки. Но Ленинская библиотека вновь отказалась что-либо выдать. Дерягин даже пригрозил сжечь себя вместе с коллекцией, а затем спрятал её среди архивов. В феврале 1992 года пленум Высшего арбитражного суда отменил предыдущие решения, и коллекция осталась в Российской государственной библиотеке.
Виктор Яковлевич Дерягин умер 28 июня 1994 года от инфаркта.

## Память
В год смерти филолога Международная славянская академия учредила стипендию имени В. Я. Дерягина.

## Мнения
Публицист Игорь Дьяков, тесно общавшийся с Дерягиным в конце 1980-х, вспоминает[значимость факта?] о нём как о единомышленнике, который 
«находил язык» с любым временем, от «Слова о Законе и Благодати» до «масонских подкопов под Россию», «показывал, согласуясь с древней рукописью, масонские приветствия и знаки», а также создал в Отделе рукописей РГБ «нетолерантный коллектив».

## Основные работы
- Из опыта составления словаря родного говора // Учёные записки Архангельского пединститута. Архангельск, 1963. Вып. 13. с. 160—174;
- Из истории географии финно-угорских заимствований в северно-русских говорах. Диалектная лексика. Л., 1971 (в соавт. с Л. П. Комягиной);
- Словарь русского языка ХI—ХVII веков. Вып. 2-24. М., 1975—1999;
- Беседы о русском слове М, 1976 (в соавт. с З. Н. Люстровой, Л. И. Скворцовым);
  - Изд. 2-е, доп. М., 1978;
- Беседы о русской стилистике. М., 1978;
- Друзьям русского слова М., 1982 (в соавт. с З. Н. Люстровой, Л. И. Скворцовым);
- Каргопольские челобитные XVII века: метод. рек. Архангельск, 1985
- Топонимика Кенозерья. Метод, разраб. Сост. В.Я, Дерягин, З. С. Дерягина, Г. И. Манихин. Архангельск, 1987. Ч. 1-2;
- О культуре русской речи. М. 1987 (в соавт. с З. Н. Люстровой, Л. И. Скворцовым);
- Иларион. Слово о Законе и Благодати. Сост., вступ. ст., перевод, комментарии В. Я. Дерягина. М., 1994.